# آدام فیدوشیویچ
آدام فیدوشیویچ (لهستانی: Adam Fidusiewicz؛ زادهٔ ۱۸ فوریهٔ ۱۹۸۵) بازیگر اهل لهستان است.
از فیلم‌ها یا مجموعه‌های تلویزیونی که وی در آن‌ها نقش داشته‌است، می‌توان به ناقوس جنگ، در بادیه و بیابان،  دوستان، دوران افتخار، در خیابان سپولنی، در خوشی و سختی، پدر متیو و مسیرهای عبور اشاره نمود.